# Gosick
Gosick (ゴシック?, Goshikku) è una serie di light novel, scritta da Kazuki Sakuraba ed illustrata da Hinata Takeda, i cui tredici volumi sono stati pubblicati dalla Fujimi Shobō tra dicembre 2003 e luglio 2011. La storia è ambientata in un paese europeo immaginario del 1924, dove uno studente giapponese, appena trasferitosi all'accademia St. Marguerite, incontra una misteriosa e brillante ragazza alla quale il fratello detective fa affidamento per la risoluzione dei suoi casi più difficili.
Un adattamento manga di Sakuya Amano, i cui diritti sono stati acquistati in Italia dalla Panini Comics nel 2012, è stato serializzato sui numeri tra gennaio 2008 e maggio 2012 della rivista Monthly Dragon Age della Fujimi Shobo. Una serie televisiva anime di ventiquattro episodi, prodotta dallo studio Bones, è stata trasmessa in Giappone tra l'8 gennaio e il 2 luglio 2011. Un sequel delle light novel, intitolato Gosick Red, è stato pubblicato il 25 dicembre 2013.

## Trama

Kazuya Kujo e Victorique de Blois

Gosick si svolge nel 1924 in un piccolo paese europeo immaginario di lingua francese nei pressi delle Alpi: Saubure. La storia si focalizza su Kazuya Kujo, terzo figlio di un ufficiale di alto grado dell'Esercito Imperiale Giapponese, che è uno studente appena trasferitosi all'Accademia St. Marguerite, dove leggende urbane e storie dell'orrore vanno di gran moda. Qui incontra Victorique, una misteriosa quanto bella e brillante ragazza che non va mai in classe e passa i giorni leggendo l'intero contenuto della biblioteca o risolvendo i misteri a cui nemmeno i detective trovano soluzione. La serie si basa maggiormente su Kazuya e Victorique, che indagano su diversi casi, e sulla loro collaborazione per risolverli, formando diversi legami contemporaneamente con altre persone.

## Personaggi

### Protagonisti
Kazuya Kujo (久城 一弥?, Kujō Kazuya)
Doppiato da: Miyu Irino (drama-CD), Takuya Eguchi (anime)
Il protagonista maschile. Come figlio minore di un ufficiale dell'esercito, Kazuya ha speso la maggior parte della propria vita all'ombra dei suoi fratelli. Geloso, ha sempre fatto di tutto cercando di superarli, fino a quando capisce che gli adulti, convinti nel pensare che il figlio più piccolo sia capriccioso e inutile, non ammetteranno mai le sue qualità. Ferito lascia l'accademia militare in Giappone per trasferirsi all'Accademia St. Marguerite. Sfortunatamente, a causa dei suoi occhi scuri e dei capelli castani, insieme alla leggenda urbana che gira nel campus de “il viaggiatore che viene d'estate e porta con sé la morte” Kazuya viene chiamato dalla maggior parte degli studenti “L'oscuro mietitore” e guardato da tutti con paura. Per uno scherzo del destino diventa messaggero e compagno della ragazza più eccentrica della scuola, Victorique de Blois. Inizialmente, a causa dell'arroganza della ragazza, i due non vanno molto d'accordo ma col passare del tempo il loro rapporto inizia a diventare più forte e lui inizia a preoccuparsi per lei. Più di una volta viene mostrato il suo desiderio di proteggerla. Viene descritto da Victorique come una persona buona e sincera, dall'anima pura. Anche se sostiene di essere abbastanza intelligente da rivaleggiare con I fratelli, a volte riesce ad essere molto lento, pur avendo una buona memoria per i dettagli. Nonostante i fatti successi in Giappone, è orgoglioso di essere figlio di un soldato. In Gosick Red, Kazuya si trasferisce a New York e diventa un reporter per un giornale.
Victorique de Blois (ヴィクトリカ・ド・ブロワ?, Vikutorika do Burowa)
Doppiata da: Chiwa Saitō (drama-CD), Aoi Yūki (anime)
La protagonista femminile. Victorique è la figlia illegittima del nobile Albert de Blois, è una ragazza timida, molto intelligente ma anche molto arrogante. Più volte viene paragonata a figure mistiche (fata dorata, monstre charmant)  per via della sua natura schiva, del suo aspetto infantile e della sua straordinaria capacità di capire qualsiasi cosa. Victorique, da bambina ha vissuto in completo isolamento, mentre da ragazza vive all'interno dell'Accademia St.marguerite, ma anche qui come da piccola, Victorique è in prigionia.

### Altri
Grevil de Blois (グレヴィール・ド・ブロワ?, Gurevīru do Burowa)
Doppiato da: Takehito Koyasu (drama-CD), Hidenobu Kiuchi (anime)
L'ispettore Grevil de Blois è il fratello maggiore di Victorique, e ha il compito di sorvegliare la sorella. Victorique risolve sempre i casi affidati al fratello, e grazie a ciò Grevil diventa un ispettore molto importante.
Avril Bradley (アブリル・ブラッドリー?, Aburiru Buraddorī)
Doppiata da: Tomoko Kawakami (drama-CD), Noriko Shitaya (anime)
Avril è una ragazza proveniente dall'Inghilterra, vuole diventare un'avventuriera, ed è innamorata di Kazuya Kujo.
Cecile Lafitte (セシル・ラフィット?, Seshiru Rafitto)
Doppiata da: Yui Horie (drama-CD), Yui Kano (anime)
Cecile è l'insegnante di Kujo e Victorique, lei prova in ogni modo ad aiutare i due studenti in varie occasioni.
Brian Roscoe (ブライアン・ロスコー?, Buraian Rosukō)
Doppiato da: Tōru Ōkawa (anime)
Brian Roscoe è un famoso prestigiatore, innamorato di Cordelia, la quale però antepone l'amore per la figlia a quello per Brian scatenando in quest'ultimo rabbia e gelosia.
Cordelia Gallo (コルデリア・ギャロ?, Koruderia Gyaro)
Doppiata da: Miyuki Sawashiro (anime)
Cordelia Gallo è una donna esiliata dal villaggio dei lupi grigi(persone temute per via della loro intelligenza), perché accusata di omicidio. Cordelia è costretta da Albert de Blois ad avere una figlia che verrà sfruttata per via della sua incredibile intelligenza di lupo grigio.
Marquis Albert de Blois (アルベール・ド・ブロワ侯爵?, Arubēru do Burowa Kōshaku)
Doppiato da: Takayuki Sugō (anime)
Albert è un nobile a capo del Ministero dell'Occulto, utilizza l'influenza di leggende popolari per governare, controllando anche il re.

## Media

### Light novel
La serie è stata scritta da Kazuki Sakuraba con le illustrazioni di Hinata Takeda. Tredici volumi sono stati pubblicati dalla Fujimi Shobō tra il 10 dicembre 2003 e il 23 luglio 2011; di questi, nove seguono la storia principale, mentre gli altri quattro, caratterizzati dal titolo Gosicks, sono raccolte di storie secondarie. Il primo volume di Gosicks è ambientato prima dell'inizio di Gosick, Gosicks II si inserisce tra Gosick IV e Gosick V, e Gosick III viene dopo Gosick VI. Un sequel, intitolato Gosick Red (ゴシック レッド?, Goshikku Reddo), è stato pubblicato il 25 dicembre 2013. La trama è ambientata nel 1931 e segue l'investigazione di Kazuya e Victorique, ora residenti a New York, di un caso di omicidio seriale.
| Nº | Titolo italiano (traduzione letterale) Giapponese 「Kanji」 - Rōmaji                                                                                               | Data di prima pubblicazione           | Data di prima pubblicazione |
| Nº | Titolo italiano (traduzione letterale) Giapponese 「Kanji」 - Rōmaji                                                                                               | Giapponese                            |                             |
| 1  | Gosick 「GOSICK –ゴシック–」 - -Goshikku- | 10 dicembre 2003 ISBN 4-8291-6229-5   |                             |
| 2  | Gosick II: il crimine che non ha un nome 「GOSICK II –ゴシック・その罪は名もなき–」 - GOSICK II -Goshikku – sono tsumi wa na mo naki-                              | 8 maggio 2004 ISBN 4-8291-6254-6      |                             |
| 3  | Gosick III: al di sotto della rosa blu 「GOSICK III –ゴシック・青い薔薇の下で–」 - GOSICK III -Goshikku – aoi bara no shita de-                                    | 9 ottobre 2004 ISBN 4-8291-6273-2     |                             |
| 4  | Gosick IV: un pazzo rappresenta il caso 「GOSICK IV –ゴシック・愚者を代弁せよ–」 - GOSICK IV -Goshikku – gusha wo daiben seyo-                                     | 8 gennaio 2005 ISBN 4-8291-6288-0     |                             |
| 5  | Gosick V: il cranio di Beelzebub 「GOSICK V –ゴシック・ベルゼブブの頭蓋–」 - GOSICK V -Goshikku – Beruzebubu no zugai-                                             | 8 luglio 2005 ISBN 4-8291-6328-3      |                             |
| 6  | Gosick VI: la notte della mascherata 「GOSICK VI –ゴシック・仮面舞踏会の夜–」 - GOSICK VI -Goshikku – kamen-butōkai no yoru-                                       | 10 dicembre 2005 ISBN 4-8291-6375-5   |                             |
| 7  | Gosick VII: la vita colorata di rosa 「GOSICK VII –ゴシック・薔薇色の人生–」 - GOSICK VII -Goshikku – barairo no jinsei-                                           | 10 maggio 2006 ISBN 978-4-04-428115-1 |                             |
| 8  | Gosick VIII (1): il crepuscolo degli dei 「GOSICK VIII 上 –ゴシック・神々の黄昏–」 - GOSICK VIII Jou -Goshikku – kamigami no tasogare-                             | 9 dicembre 2006 ISBN 4-04-428121-1    |                             |
| 9  | Gosick VIII (2): il crepuscolo degli dei 「GOSICK VIII 下 –ゴシック・神々の黄昏–」 - GOSICK VIII ge -Goshikku – kamigami no tasogare-                              | 10 aprile 2007 ISBN 4-04-428124-6     |                             |
| 10 | Gosicks: il dio della morte arriva in primavera 「GOSICKS –ゴシックエス・春来たる死神–」 - GOSICKS -Goshikku esu – haru kitaru shinigami-                          | 25 marzo 2011 ISBN 4-8291-6310-0      |                             |
| 11 | Gosicks II: l'estate proveniente dal treno che svanisce 「GOSICKS II –ゴシックエス・夏から遠ざかる列車–」 - GOSICKS II -Goshikku esu – natsu kara tōzakaru ressha- | 25 maggio 2011 ISBN 4-8291-6352-6     |                             |
| 12 | Gosicks III: i ricordi di un fiore d'autunno 「GOSICKS III –ゴシックエス・秋の花の思い出–」 - GOSICKS III -Goshikku esu – aki no hana no omoide-                   | 23 giugno 2011 ISBN 978-4-8291-6387-0 |                             |
| 13 | Gosicks IV: un inverno di sacrifici 「GOSICKS IV –ゴシックエス・冬のサクリファイス–」 - GOSICKS IV -Goshikku esu – fuyu no sakurifaisu-                            | 23 luglio 2011 ISBN 978-4-04-428119-9 |                             |

### Manga

Copertina del primo volume dell'edizione italiana

Un adattamento manga, scritto da Kazuki Sakuraba ed illustrato da Amano Sakuya, è stato serializzato sulla rivista Monthly Dragon Age della Fujimi Shobō tra i numeri di gennaio 2008 e maggio 2012. Otto volumi tankōbon sono stati pubblicati tra il 7 luglio 2008 e il 6 giugno 2012. In Italia i diritti della serie sono stati acquistati dalla Panini Comics, che ne ha pubblicato i volumi, sotto l'etichetta Planet Manga, dal 12 luglio 2012 al 21 febbraio 2013.

#### Volumi
| Nº | Data di prima pubblicazione | Data di prima pubblicazione | Data di prima pubblicazione | Data di prima pubblicazione |
| Nº | Giapponese                  | Giapponese                  | Italiano                    | Italiano                    |
| -- | --------------------------- | --------------------------- | --------------------------- | --------------------------- |
| 1  | 7 luglio 2008               | ISBN 978-4-04-712558-2      | 12 luglio 2012              | ISBN 978-88-6304-229-0      |
| 2  | 6 novembre 2008             | ISBN 978-4-04-712577-3      | 9 agosto 2012               | ISBN 978-88-6304-321-1      |
| 3  | 7 luglio 2009               | ISBN 978-4-04-712615-2      | 13 settembre 2012           | ISBN 978-88-6304-358-7      |
| 4  | 8 gennaio 2010              | ISBN 978-4-04-712644-2      | 11 ottobre 2012             | ISBN 978-88-6304-449-2      |
| 5  | 5 novembre 2010             | ISBN 978-4-04-712693-0      | 15 novembre 2012            | ISBN 978-88-6304-561-1      |
| 6  | 9 febbraio 2011             | ISBN 978-4-04-712710-4      | 13 dicembre 2012            | ISBN 978-88-6304-592-5      |
| 7  | 7 settembre 2011            | ISBN 978-4-04-712745-6      | 17 gennaio 2013             | ISBN 978-88-6304-726-4      |
| 8  | 6 giugno 2012               | ISBN 978-4-04-712794-4      | 21 febbraio 2013            | ISBN 978-88-6304-820-9      |

### Drama-CD
Un drama-CD, basato sul primo volume di Gosicks, è stato pubblicato il 21 aprile 2006.

### Anime
L'anime di ventiquattro episodi è stato prodotto dallo studio Bones sotto la direzione di Hitoshi Nanba e la supervisione dello script di Mari Okada. La serie è stata trasmessa sulla TV Tokyo tra l'8 gennaio e il 2 luglio 2011, tuttavia la trasmissione televisiva degli episodi dall'undici in poi è stata ritardata a causa del terremoto e maremoto del Tōhoku del 2011. Le puntate sono state trasmesse in simulcast da Crunchyroll con i sottotitoli in inglese. La sigla di apertura è Destin Histoire di Risa Yoshiki, pubblicata ufficialmente il 2 marzo 2011. Le due sigle di chiusura, entrambe di Lisa Komine, sono Resuscitated Hope, utilizzata fino all'episodio dodici e pubblicata il 27 aprile 2011, e Unity, apparsa dall'episodio tredici in poi.
In Australia e in Nuova Zelanda i diritti sono stati acquistati dalla Madman Entertainment. L'anime era stato concesso in licenza anche alla Bandai Entertainment, ma più tardi l'azienda ne ha annunciato l'annullamento della pubblicazione.

#### Episodi
| Nº | Titolo italiano (traduzione letterale) Giapponese 「Kanji」 - Rōmaji                                                                                 | In onda          | In onda |
| Nº | Titolo italiano (traduzione letterale) Giapponese 「Kanji」 - Rōmaji                                                                                 | Giapponese       |         |
| 1  | L'oscuro dio della morte incontra la fata dorata 「黒い死神は金色の妖精を見つける」 - Kuroi shinigami wa kin'iro no yōsei o mitsukeru                | 8 gennaio 2011   |         |
| 2  | Le anime dei morti fanno risorgere il relitto 「死者の魂が難破船をおしあげる」 - Shisha no tamashii ga nanpasen o oshiageru                          | 15 gennaio 2011  |         |
| 3  | Le lepri spezzano una promessa nel sole mattutino 「野兎達は朝陽の下で約束をかわす」 - Nōsagi tachi wa asahi no shita de yakusoku o kawasu           | 22 gennaio 2011  |         |
| 4  | Il filo dorato passa attraverso un momento passeggero 「金色の糸はつかのまを切り裂く」 - Kin'iro no ito wa tsuka no ma o kirisaku                    | 29 gennaio 2011  |         |
| 5  | C'è un fantasma misterioso nel magazzino abbandonato 「廃倉庫には謎の幽霊がいる」 - Haisōko ni wa nazo no yūrei ga iru                               | 5 febbraio 2011  |         |
| 6  | I lupi grigi evocano i loro compatrioti 「灰色の狼は同胞を呼びよせる」 - Haiiro no ookami wa dōhō o yobiyoseru                                       | 12 febbraio 2011 |         |
| 7  | Una rivelazione divina viene data al festival per il solstizio d'estate 「夏至祭に神託はくだされる」 - Geshisai ni shintaku wa kudasareru            | 19 febbraio 2011 |         |
| 8  | Echi ululanti dal regno del passato 「過去の王国に遠吠えがこだまする」 - Kako no ōkoku ni tooboe ga kodamasuru                                       | 26 febbraio 2011 |         |
| 9  | Rose blu sbocciano nel grande emporio cannibale 「人食いデパートに青薔薇は咲く」 - Hitokui depa-to ni ao bara wa saku                                | 5 marzo 2011     |         |
| 10 | La ragazza dai sogni freddi del suo amico cocciuto 「風邪ひきは頑固な友人の夢をみる」 - Kaze hiki wa ganko na yūjin no yume o miru                   | 12 marzo 2011    |         |
| 11 | Quel trapano parla chiaramente d'amore 「そのドリルは雄弁に愛を語る」 - Sono doriru wa yūben ni ai o kataru                                          | 2 aprile 2011    |         |
| 12 | Il verso delle cicale si sente nei pomeriggi estivi 「夏の午後に蝉の声を聞く」 - Natsu no gogo ni semi no koe o kiku                                 | 9 aprile 2011    |         |
| 13 | Un folle si nomina avvocato di se stesso 「愚者は己の代弁者を指名する」 - Gusha wa onore no daibensha o shimei suru                                  | 16 aprile 2011   |         |
| 14 | Un pizzo malizioso censura il tritone chiacchierone 「意地悪フリルは屁こきいもりを糾弾する」 - Ijiwaru furiru wa hekokiimori o kyūdan suru           | 23 aprile 2011   |         |
| 15 | Due mostri faccia a faccia 「二匹の怪物は心をかよわせる」 - Nihiki no kaibutsu wa kokoro o kayowaseru                                                | 30 aprile 2011   |         |
| 16 | La Maria cadente ha la testa per aria 「落下させるマリアは蠅の頭をもつ」 - Rakka saseru Maria wa hai no atama o motsu                                | 7 maggio 2011    |         |
| 17 | La scatola giace nel labirinto a spirale 「螺旋の迷宮にその箱はねむる」 - Rasen no meikyū ni sono hako wanemuru                                      | 14 maggio 2011   |         |
| 18 | Il treno nero a razzo porta con sé diverse bugie 「漆黒の列車はいくつかの嘘を運ぶ」 - Shikkoku no ressha wa ikutsuka no uso o hakobu                 | 21 maggio 2011   |         |
| 19 | La vita colorata di rosa è sepolta sotto la neve fresca 「薔薇色の人生は新雪に埋もれる」 - Baraito no jinsei wa shinsetsu ni uzumoreru               | 28 maggio 2011   |         |
| 20 | Guidati dal fantasma del Phantom 「ファントムの幽霊に導かれる」 - Fantomu no fantomu ni michibikareru                                                | 4 giugno 2011    |         |
| 21 | Le campane della sacra veglia scandiscono l'attimo 「聖夜の鐘は刻を追いたてる」 - Seiya no kane wa koku o oitateru                                   | 11 giugno 2011   |         |
| 22 | Una favola di Natale decora il davanzale della felicità 「クリスマス・キャロルは窓辺の幸いを飾る」 - Kurisumasu kyaroru wa madobe no saiwai o kazaru | 18 giugno 2011   |         |
| 23 | Annunciare scaccomatto su una scacchiera tinta di grigio 「灰染めのチェスにチェックメイトを告げる」 - Hai some no chesu ni chekkumeito wo tsugeru    | 25 giugno 2011   |         |
| 24 | Osservare l'infinito dalla spalla del dio della morte 「死神の肩越しに永遠を見る」 - Shinigami wa katagoshi ni eien o miru                           | 2 luglio 2011    |         |